# Liste des planètes mineures non numérotées découvertes en juillet 2013
Pour un article plus général, voir Liste des planètes mineures non numérotées découvertes en 2013.
Pour un article plus général, voir Liste des planètes mineures.
Cet article dresse la liste des planètes mineures (astéroïdes, centaures, objets transneptuniens et assimilés) non numérotées découvertes en juillet 2013 dans l'ordre de leur découverte.
Au 15 janvier 2025, 661 077 des 1 434 993 planètes mineures répertoriées par le Centre des planètes mineures ne sont pas encore numérotées, soit 46,07 %.

## Rappel concernant la désignation provisoire
La désignation provisoire indique l'ordre de découverte de ces objets. En effet, cette désignation est composée de l'année de découverte (par exemple 2013) suivie de la quinzaine (demi-mois) de découverte (p.e. A = 1-15 janvier) puis de l'ordre de découverte dans cette quinzaine. Cet ordre est indiqué par une lettre et éventuellement un chiffre comme suit : A pour la première découverte, B pour la deuxième, ..., Z pour la 25e (le I n'est pas utilisé pour éviter la confusion avec 1), A1 pour la 26e, B1 pour la 27e, etc. , Z1 pour la 50e, A2 pour la 51e, B2 pour la 52e, etc. L'ordre de la numérotation ne suit donc pas l'ordre alphanumérique. 2013 AA1 suit ainsi 2013 AZ et précède 2013 AB1.

## Liste

### Du1erau 15 juillet 2013
- 2013 NF
- 2013 NG
- 2013 NJ
- 2013 NK
- 2013 NM
- 2013 NP
- 2013 NQ
- 2013 NS
- 2013 NU
- 2013 NV
- 2013 NW
- 2013 NE1
- 2013 NR1
- 2013 NU1
- 2013 NW1
- 2013 NX1
- 2013 NY1
- 2013 NG2
- 2013 NL2
- 2013 NN2
- 2013 NR2
- 2013 NA3
- 2013 ND3
- 2013 NE3
- 2013 NG3
- 2013 NH3
- 2013 NJ3
- 2013 NK3
- 2013 NB4
- 2013 ND4
- 2013 NH4
- 2013 NJ4
- 2013 NO4
- 2013 NV4
- 2013 NA5
- 2013 NC5
- 2013 NJ5
- 2013 NL5
- 2013 NP5
- 2013 NY5
- 2013 NB6
- 2013 NG6
- 2013 NH6
- 2013 NJ6
- 2013 NO6
- 2013 NS6
- 2013 NB7
- 2013 ND7
- 2013 NN7
- 2013 NP7
- 2013 NQ7
- 2013 NT7
- 2013 NA8
- 2013 NE8
- 2013 NK8
- 2013 NM8
- 2013 NN8
- 2013 NO8
- 2013 NP8
- 2013 NQ8
- 2013 NR8
- 2013 NV8
- 2013 NY8
- 2013 NZ8
- 2013 NE9
- 2013 NF9
- 2013 NK9
- 2013 NN9
- 2013 NX9
- 2013 NA10
- 2013 NG10
- 2013 NH10
- 2013 NJ10
- 2013 NK10
- 2013 NL10
- 2013 NM10
- 2013 NN10
- 2013 NR10
- 2013 NT10
- 2013 NV10
- 2013 NX10
- 2013 NF11
- 2013 NJ11
- 2013 NO11
- 2013 NP11
- 2013 NQ11
- 2013 NR11
- 2013 NS11
- 2013 NT11
- 2013 NU11
- 2013 NX11
- 2013 NJ12
- 2013 NS12
- 2013 NU12
- 2013 NV12
- 2013 ND13
- 2013 NH13
- 2013 NL13
- 2013 NR13
- 2013 NS13
- 2013 NV13
- 2013 NB14
- 2013 NE14
- 2013 NO14
- 2013 NQ14
- 2013 NR14
- 2013 NT14
- 2013 NU14
- 2013 NV14
- 2013 NW14
- 2013 NX14
- 2013 NY14
- 2013 NA15
- 2013 NB15
- 2013 NC15
- 2013 ND15
- 2013 NE15
- 2013 NF15
- 2013 NG15
- 2013 NH15
- 2013 NJ15
- 2013 NL15
- 2013 NM15
- 2013 NN15
- 2013 NO15
- 2013 NS15
- 2013 NT15
- 2013 NU15
- 2013 NX15
- 2013 NY15
- 2013 NF16
- 2013 NG16
- 2013 NN16
- 2013 NU16
- 2013 NX16
- 2013 NE17
- 2013 NG17
- 2013 NK17
- 2013 NP17
- 2013 NS17
- 2013 NT17
- 2013 NM18
- 2013 NQ18
- 2013 NS18
- 2013 NU18
- 2013 NV18
- 2013 NA19
- 2013 NB19
- 2013 ND19
- 2013 NE19
- 2013 NF19
- 2013 NN19
- 2013 NY19
- 2013 NL20
- 2013 NO20
- 2013 NR20
- 2013 NV20
- 2013 NY20
- 2013 NK21
- 2013 NL21
- 2013 NM21
- 2013 NO21
- 2013 NS21
- 2013 NV21
- 2013 NX21
- 2013 NZ21
- 2013 NZ22
- 2013 NA23
- 2013 NF23
- 2013 NG23
- 2013 NH23
- 2013 NK23
- 2013 NP23
- 2013 NQ23
- 2013 NX23
- 2013 NY23
- 2013 NA24
- 2013 NB24
- 2013 NC24
- 2013 ND24
- 2013 NE24
- 2013 NF24
- 2013 NH24
- 2013 NJ24
- 2013 NM24
- 2013 NN24
- 2013 NP24
- 2013 NQ24
- 2013 NR24
- 2013 NT24
- 2013 NV24
- 2013 NX24
- 2013 NY24
- 2013 NZ24
- 2013 NA25
- 2013 NM25
- 2013 NO25
- 2013 NZ25
- 2013 NE26
- 2013 NG26
- 2013 NK26
- 2013 NM26
- 2013 NP26
- 2013 NS26
- 2013 NW26
- 2013 ND27
- 2013 NM27
- 2013 NN27
- 2013 NQ27
- 2013 NV27
- 2013 NB28
- 2013 NL28
- 2013 NS28
- 2013 NY28
- 2013 NK29
- 2013 NP29
- 2013 NT29
- 2013 NU29
- 2013 NY29
- 2013 NZ29
- 2013 NA30
- 2013 NE30
- 2013 NF30
- 2013 NL30
- 2013 NM30
- 2013 NQ30
- 2013 NU30
- 2013 NZ30
- 2013 NB31
- 2013 NG31
- 2013 NO31
- 2013 NS31
- 2013 NT31
- 2013 NU31
- 2013 NW31
- 2013 NZ31
- 2013 NC32
- 2013 ND32
- 2013 NE32
- 2013 NJ32
- 2013 NU32
- 2013 NX32
- 2013 NF33
- 2013 NN33
- 2013 NO33
- 2013 NU33
- 2013 NY33
- 2013 NB34
- 2013 ND34
- 2013 NK34
- 2013 NM34
- 2013 NN34
- 2013 NO34
- 2013 NQ34
- 2013 NR34
- 2013 NU34
- 2013 NW34
- 2013 NX34
- 2013 NZ34
- 2013 NA35
- 2013 NC35
- 2013 ND35
- 2013 NF35
- 2013 NH35
- 2013 NL35
- 2013 NM35
- 2013 NO35
- 2013 NP35
- 2013 NV35
- 2013 NW35
- 2013 NY35
- 2013 NA36
- 2013 NC36
- 2013 NE36
- 2013 NF36
- 2013 NH36
- 2013 NJ36
- 2013 NM36
- 2013 NN36
- 2013 NP36
- 2013 NQ36
- 2013 NR36
- 2013 NT36
- 2013 NU36
- 2013 NV36
- 2013 NW36
- 2013 NX36
- 2013 NY36
- 2013 NZ36
- 2013 NB37
- 2013 NC37
- 2013 ND37
- 2013 NE37
- 2013 NG37
- 2013 NH37
- 2013 NJ37
- 2013 NK37
- 2013 NL37
- 2013 NM37
- 2013 NN37
- 2013 NO37
- 2013 NP37
- 2013 NQ37
- 2013 NR37
- 2013 NS37
- 2013 NT37
- 2013 NU37
- 2013 NV37
- 2013 NW37
- 2013 NZ37
- 2013 NA38
- 2013 NB38
- 2013 NC38
- 2013 ND38
- 2013 NE38
- 2013 NF38
- 2013 NG38
- 2013 NH38
- 2013 NJ38
- 2013 NK38
- 2013 NL38
- 2013 NM38
- 2013 NN38
- 2013 NO38
- 2013 NP38
- 2013 NR38
- 2013 NT38
- 2013 NV38
- 2013 NW38
- 2013 NX38
- 2013 NA39
- 2013 NB39
- 2013 NC39
- 2013 ND39
- 2013 NE39
- 2013 NF39
- 2013 NG39
- 2013 NH39
- 2013 NJ39
- 2013 NK39
- 2013 NL39
- 2013 NM39
- 2013 NN39
- 2013 NO39
- 2013 NP39
- 2013 NQ39
- 2013 NU39
- 2013 NY39
- 2013 NZ39
- 2013 NA40
- 2013 NB40
- 2013 ND40
- 2013 NF40
- 2013 NG40
- 2013 NH40
- 2013 NK40
- 2013 NL40
- 2013 NM40
- 2013 NN40
- 2013 NP40
- 2013 NQ40
- 2013 NR40
- 2013 NS40
- 2013 NT40
- 2013 NY40
- 2013 NB41
- 2013 ND41
- 2013 NE41
- 2013 NF41
- 2013 NG41
- 2013 NH41
- 2013 NJ41
- 2013 NL41
- 2013 NN41
- 2013 NP41
- 2013 NR41
- 2013 NS41
- 2013 NT41
- 2013 NV41
- 2013 NW41
- 2013 NX41
- 2013 NY41
- 2013 NA42
- 2013 NB42
- 2013 NC42
- 2013 NE42
- 2013 NH42
- 2013 NK42
- 2013 NM42
- 2013 NN42
- 2013 NO42
- 2013 NR42
- 2013 NS42
- 2013 NU42
- 2013 NV42
- 2013 NW42
- 2013 NX42
- 2013 NY42
- 2013 NZ42
- 2013 NA43
- 2013 NB43
- 2013 NE43
- 2013 NF43
- 2013 NG43
- 2013 NH43
- 2013 NJ43
- 2013 NK43
- 2013 NL43
- 2013 NM43
- 2013 NN43
- 2013 NO43
- 2013 NQ43
- 2013 NR43
- 2013 NS43
- 2013 NU43
- 2013 NV43
- 2013 NW43
- 2013 NX43
- 2013 NY43
- 2013 NZ43
- 2013 NA44
- 2013 NB44
- 2013 NC44
- 2013 ND44
- 2013 NE44
- 2013 NF44
- 2013 NG44
- 2013 NH44
- 2013 NJ44
- 2013 NK44
- 2013 NL44
- 2013 NM44
- 2013 NN44
- 2013 NO44
- 2013 NP44
- 2013 NQ44
- 2013 NR44
- 2013 NS44
- 2013 NT44
- 2013 NU44
- 2013 NV44
- 2013 NW44
- 2013 NX44
- 2013 NA45
- 2013 ND45
- 2013 NE45
- 2013 NG45
- 2013 NH45
- 2013 NJ45
- 2013 NK45
- 2013 NN45
- 2013 NO45
- 2013 NP45
- 2013 NQ45
- 2013 NR45
- 2013 NS45
- 2013 NU45
- 2013 NV45
- 2013 NW45
- 2013 NX45
- 2013 NY45
- 2013 NZ45
- 2013 NA46
- 2013 NB46
- 2013 NC46
- 2013 ND46
- 2013 NE46
- 2013 NF46
- 2013 NG46
- 2013 NH46
- 2013 NJ46
- 2013 NM46
- 2013 NN46
- 2013 NP46
- 2013 NQ46
- 2013 NR46
- 2013 NT46
- 2013 NV46
- 2013 NW46
- 2013 NX46
- 2013 NY46
- 2013 NZ46
- 2013 NA47
- 2013 NB47
- 2013 NC47
- 2013 ND47
- 2013 NE47
- 2013 NF47
- 2013 NG47
- 2013 NJ47
- 2013 NK47
- 2013 NL47
- 2013 NN47
- 2013 NO47
- 2013 NP47
- 2013 NQ47
- 2013 NR47
- 2013 NV47
- 2013 NY47
- 2013 NZ47
- 2013 NA48
- 2013 NB48
- 2013 NC48
- 2013 ND48
- 2013 NE48
- 2013 NF48
- 2013 NG48
- 2013 NH48
- 2013 NJ48
- 2013 NL48
- 2013 NM48
- 2013 NN48
- 2013 NQ48
- 2013 NR48
- 2013 NS48
- 2013 NT48
- 2013 NU48
- 2013 NE49
- 2013 NG49
- 2013 NH49
- 2013 NJ49
- 2013 NL49
- 2013 NM49
- 2013 NN49
- 2013 NP49
- 2013 NQ49
- 2013 NR49
- 2013 NS49
- 2013 NT49
- 2013 NV49
- 2013 NW49
- 2013 NX49
- 2013 NY49
- 2013 NZ49
- 2013 NB50
- 2013 NC50
- 2013 NH50
- 2013 NJ50
- 2013 NK50
- 2013 NL50
- 2013 NM50
- 2013 NN50
- 2013 NO50
- 2013 NU50
- 2013 NV50
- 2013 NX50
- 2013 NY50
- 2013 NZ50
- 2013 NA51
- 2013 NC51
- 2013 NE51
- 2013 NF51
- 2013 NG51
- 2013 NH51
- 2013 NJ51
- 2013 NK51
- 2013 NM51
- 2013 NN51
- 2013 NO51
- 2013 NP51
- 2013 NQ51
- 2013 NR51
- 2013 NS51
- 2013 NT51
- 2013 NU51
- 2013 NV51
- 2013 NW51
- 2013 NX51
- 2013 NY51
- 2013 NB52
- 2013 NC52
- 2013 NK52
- 2013 NO52
- 2013 NQ52
- 2013 NR52
- 2013 NS52
- 2013 NT52
- 2013 NV52
- 2013 NX52
- 2013 NZ52
- 2013 NA53
- 2013 NB53
- 2013 NC53
- 2013 ND53
- 2013 NE53
- 2013 NF53
- 2013 NG53
- 2013 NH53
- 2013 NJ53
- 2013 NK53
- 2013 NL53
- 2013 NM53
- 2013 NN53
- 2013 NP53
- 2013 NQ53
- 2013 NU53
- 2013 NV53
- 2013 NW53
- 2013 NY53
- 2013 NZ53
- 2013 NA54
- 2013 NC54
- 2013 NE54
- 2013 NF54
- 2013 NG54
- 2013 NH54
- 2013 NL54
- 2013 NM54
- 2013 NN54
- 2013 NO54
- 2013 NP54
- 2013 NQ54
- 2013 NR54
- 2013 NS54
- 2013 NT54
- 2013 NU54
- 2013 NV54
- 2013 NW54
- 2013 NX54
- 2013 NY54
- 2013 NZ54
- 2013 NA55
- 2013 NB55
- 2013 NC55
- 2013 ND55
- 2013 NE55
- 2013 NF55
- 2013 NH55
- 2013 NJ55
- 2013 NK55
- 2013 NL55
- 2013 NM55
- 2013 NN55
- 2013 NO55
- 2013 NP55
- 2013 NV55
- 2013 NW55
- 2013 NX55
- 2013 NY55
- 2013 NZ55
- 2013 NA56
- 2013 NB56
- 2013 NC56
- 2013 ND56
- 2013 NE56
- 2013 NF56
- 2013 NG56
- 2013 NH56
- 2013 NK56
- 2013 NM56
- 2013 NN56
- 2013 NO56
- 2013 NP56
- 2013 NQ56
- 2013 NR56
- 2013 NT56
- 2013 NU56
- 2013 NV56
- 2013 NX56
- 2013 NY56
- 2013 NZ56
- 2013 NB57
- 2013 NC57
- 2013 ND57
- 2013 NE57
- 2013 NF57
- 2013 NG57
- 2013 NH57
- 2013 NJ57
- 2013 NK57
- 2013 NL57
- 2013 NM57
- 2013 NQ57
- 2013 NR57
- 2013 NT57
- 2013 NU57
- 2013 NW57
- 2013 NZ57
- 2013 NG58
- 2013 NJ58
- 2013 NK58
- 2013 NM58
- 2013 NO58
- 2013 NP58
- 2013 NS58
- 2013 NT58
- 2013 NX58
- 2013 NZ58
- 2013 NB59
- 2013 NC59
- 2013 ND59
- 2013 NE59
- 2013 NF59
- 2013 NG59
- 2013 NH59
- 2013 NJ59
- 2013 NM59
- 2013 NO59
- 2013 NP59
- 2013 NQ59
- 2013 NR59
- 2013 NU59
- 2013 NW59
- 2013 NZ59
- 2013 NC60
- 2013 ND60
- 2013 NG60
- 2013 NK60
- 2013 NM60
- 2013 NN60
- 2013 NP60
- 2013 NQ60
- 2013 NR60
- 2013 NS60
- 2013 NU60
- 2013 NV60
- 2013 NW60
- 2013 NX60
- 2013 NY60
- 2013 NZ60
- 2013 NA61
- 2013 NB61
- 2013 NC61
- 2013 ND61
- 2013 NF61
- 2013 NG61
- 2013 NJ61
- 2013 NK61
- 2013 NM61
- 2013 NN61
- 2013 NO61
- 2013 NP61
- 2013 NR61
- 2013 NS61
- 2013 NT61
- 2013 NU61
- 2013 NV61
- 2013 NX61
- 2013 NY61
- 2013 NZ61
- 2013 NA62
- 2013 NB62
- 2013 NC62
- 2013 ND62
- 2013 NE62
- 2013 NF62
- 2013 NG62
- 2013 NK62
- 2013 NM62
- 2013 NQ62
- 2013 NS62
- 2013 NV62
- 2013 NW62
- 2013 NX62
- 2013 NY62
- 2013 NZ62
- 2013 NB63
- 2013 ND63
- 2013 NE63
- 2013 NF63
- 2013 NH63
- 2013 NJ63
- 2013 NK63
- 2013 NM63
- 2013 NN63
- 2013 NO63
- 2013 NP63
- 2013 NQ63
- 2013 NR63
- 2013 NS63
- 2013 NU63
- 2013 NV63
- 2013 NW63
- 2013 NX63
- 2013 NY63
- 2013 NZ63
- 2013 NA64
- 2013 NB64
- 2013 NC64
- 2013 ND64
- 2013 NF64
- 2013 NG64
- 2013 NH64
- 2013 NJ64
- 2013 NK64
- 2013 NL64
- 2013 NM64
- 2013 NN64
- 2013 NO64
- 2013 NP64
- 2013 NQ64
- 2013 NR64
- 2013 NS64
- 2013 NT64
- 2013 NV64
- 2013 NW64
- 2013 NX64
- 2013 NY64
- 2013 NA65
- 2013 NB65
- 2013 NC65
- 2013 ND65
- 2013 NE65
- 2013 NF65
- 2013 NG65
- 2013 NH65
- 2013 NJ65
- 2013 NK65
- 2013 NL65
- 2013 NM65
- 2013 NN65
- 2013 NO65
- 2013 NP65
- 2013 NQ65
- 2013 NR65
- 2013 NS65
- 2013 NU65
- 2013 NV65
- 2013 NW65
- 2013 NX65
- 2013 NY65
- 2013 NZ65
- 2013 NA66
- 2013 NC66
- 2013 ND66
- 2013 NE66
- 2013 NF66
- 2013 NH66
- 2013 NJ66
- 2013 NL66
- 2013 NM66
- 2013 NN66
- 2013 NO66
- 2013 NR66
- 2013 NS66
- 2013 NV66
- 2013 NW66
- 2013 NY66
- 2013 NZ66
- 2013 NB67
- 2013 ND67
- 2013 NE67
- 2013 NF67
- 2013 NG67
- 2013 NH67
- 2013 NK67
- 2013 NL67
- 2013 NM67
- 2013 NN67
- 2013 NP67
- 2013 NS67
- 2013 NU67
- 2013 NV67
- 2013 NW67
- 2013 NX67
- 2013 NY67
- 2013 NZ67
- 2013 NA68
- 2013 NB68
- 2013 NC68
- 2013 ND68
- 2013 NE68
- 2013 NF68
- 2013 NG68
- 2013 NH68
- 2013 NJ68
- 2013 NK68
- 2013 NL68
- 2013 NM68
- 2013 NP68
- 2013 NQ68
- 2013 NT68
- 2013 NU68
- 2013 NV68
- 2013 NX68
- 2013 NY68
- 2013 NZ68
- 2013 NA69
- 2013 NB69
- 2013 NC69
- 2013 ND69
- 2013 NE69
- 2013 NG69
- 2013 NH69
- 2013 NJ69
- 2013 NL69
- 2013 NM69
- 2013 NN69
- 2013 NO69
- 2013 NP69
- 2013 NQ69
- 2013 NR69
- 2013 NS69
- 2013 NT69
- 2013 NU69
- 2013 NV69
- 2013 NW69
- 2013 NX69
- 2013 NY69
- 2013 NZ69
- 2013 NA70
- 2013 NB70
- 2013 NC70
- 2013 ND70
- 2013 NE70
- 2013 NF70
- 2013 NG70
- 2013 NJ70
- 2013 NK70
- 2013 NL70
- 2013 NM70
- 2013 NN70
- 2013 NO70
- 2013 NP70
- 2013 NQ70
- 2013 NR70
- 2013 NS70
- 2013 NT70
- 2013 NU70
- 2013 NV70
- 2013 NW70
- 2013 NX70
- 2013 NY70
- 2013 NZ70
- 2013 NA71
- 2013 NB71
- 2013 ND71
- 2013 NF71
- 2013 NG71
- 2013 NH71
- 2013 NJ71
- 2013 NK71
- 2013 NL71
- 2013 NP71
- 2013 NR71
- 2013 NS71
- 2013 NT71
- 2013 NU71
- 2013 NV71
- 2013 NW71
- 2013 NX71
- 2013 NY71
- 2013 NZ71
- 2013 NA72
- 2013 NC72
- 2013 ND72
- 2013 NF72
- 2013 NG72
- 2013 NH72
- 2013 NJ72
- 2013 NK72
- 2013 NL72
- 2013 NM72
- 2013 NO72
- 2013 NP72
- 2013 NQ72
- 2013 NR72
- 2013 NS72
- 2013 NT72
- 2013 NV72
- 2013 NW72
- 2013 NZ72
- 2013 NB73
- 2013 NC73
- 2013 ND73
- 2013 NE73
- 2013 NG73
- 2013 NH73
- 2013 NJ73
- 2013 NK73
- 2013 NL73
- 2013 NM73
- 2013 NN73
- 2013 NO73
- 2013 NP73
- 2013 NQ73
- 2013 NR73
- 2013 NS73
- 2013 NT73
- 2013 NU73
- 2013 NV73
- 2013 NW73
- 2013 NX73
- 2013 NY73
- 2013 NZ73
- 2013 NA74
- 2013 NB74
- 2013 NC74
- 2013 ND74
- 2013 NE74
- 2013 NF74
- 2013 NG74
- 2013 NH74
- 2013 NJ74
- 2013 NK74
- 2013 NL74
- 2013 NM74
- 2013 NN74
- 2013 NO74
- 2013 NP74
- 2013 NQ74
- 2013 NR74
- 2013 NS74
- 2013 NT74
- 2013 NU74
- 2013 NV74
- 2013 NW74
- 2013 NX74
- 2013 NY74
- 2013 NZ74
- 2013 NA75
- 2013 NB75
- 2013 NC75
- 2013 ND75
- 2013 NE75
- 2013 NF75
- 2013 NG75
- 2013 NH75
- 2013 NJ75
- 2013 NK75
- 2013 NL75
- 2013 NM75
- 2013 NN75
- 2013 NO75
- 2013 NP75
- 2013 NR75
- 2013 NS75
- 2013 NT75
- 2013 NU75
- 2013 NV75
- 2013 NW75
- 2013 NY75
- 2013 NZ75
- 2013 NA76
- 2013 NB76
- 2013 NC76
- 2013 ND76
- 2013 NE76
- 2013 NF76
- 2013 NG76
- 2013 NH76
- 2013 NJ76
- 2013 NK76
- 2013 NL76
- 2013 NM76
- 2013 NP76
- 2013 NQ76
- 2013 NR76
- 2013 NT76
- 2013 NU76
- 2013 NV76
- 2013 NW76
- 2013 NX76
- 2013 NY76
- 2013 NZ76
- 2013 NB77
- 2013 NC77
- 2013 ND77
- 2013 NE77
- 2013 NF77
- 2013 NG77
- 2013 NH77
- 2013 NJ77
- 2013 NK77
- 2013 NL77
- 2013 NM77
- 2013 NN77
- 2013 NP77
- 2013 NT77
- 2013 NV77
- 2013 NX77
- 2013 NY77
- 2013 NZ77
- 2013 NA78
- 2013 NB78
- 2013 ND78
- 2013 NF78
- 2013 NH78
- 2013 NJ78
- 2013 NK78
- 2013 NL78
- 2013 NN78
- 2013 NO78
- 2013 NP78
- 2013 NQ78
- 2013 NR78
- 2013 NS78
- 2013 NT78
- 2013 NU78
- 2013 NW78
- 2013 NX78
- 2013 NY78
- 2013 NZ78
- 2013 NA79
- 2013 NB79
- 2013 NC79
- 2013 ND79
- 2013 NE79
- 2013 NF79
- 2013 NG79
- 2013 NH79
- 2013 NJ79
- 2013 NK79
- 2013 NL79
- 2013 NO79
- 2013 NP79
- 2013 NQ79
- 2013 NR79
- 2013 NT79
- 2013 NU79
- 2013 NV79
- 2013 NX79
- 2013 NY79
- 2013 NZ79
- 2013 NA80
- 2013 NB80
- 2013 NC80
- 2013 ND80
- 2013 NE80
- 2013 NF80
- 2013 NG80
- 2013 NH80
- 2013 NJ80
- 2013 NK80
- 2013 NL80
- 2013 NM80
- 2013 NN80
- 2013 NP80
- 2013 NQ80
- 2013 NR80
- 2013 NS80
- 2013 NT80
- 2013 NU80
- 2013 NV80
- 2013 NW80
- 2013 NX80
- 2013 NY80
- 2013 NZ80
- 2013 NA81
- 2013 NB81
- 2013 NC81
- 2013 ND81
- 2013 NE81
- 2013 NF81
- 2013 NG81
- 2013 NH81
- 2013 NJ81
- 2013 NK81
- 2013 NL81
- 2013 NM81
- 2013 NN81
- 2013 NO81
- 2013 NP81
- 2013 NQ81
- 2013 NR81
- 2013 NS81
- 2013 NT81
- 2013 NU81
- 2013 NV81
- 2013 NW81
- 2013 NX81
- 2013 NY81
- 2013 NZ81
- 2013 NA82
- 2013 NB82
- 2013 NC82
- 2013 ND82
- 2013 NE82
- 2013 NF82
- 2013 NG82
- 2013 NH82
- 2013 NJ82
- 2013 NM82
- 2013 NN82
- 2013 NO82
- 2013 NP82
- 2013 NR82
- 2013 NS82
- 2013 NT82
- 2013 NU82
- 2013 NV82
- 2013 NW82
- 2013 NX82
- 2013 NY82
- 2013 NZ82
- 2013 NA83
- 2013 NB83
- 2013 NC83
- 2013 ND83
- 2013 NE83
- 2013 NF83
- 2013 NG83

### Du 16 au 31 juillet 2013
- 2013 OF
- 2013 OG
- 2013 OH
- 2013 OK
- 2013 ON
- 2013 OV
- 2013 OZ
- 2013 OA1
- 2013 OD1
- 2013 OG1
- 2013 OJ1
- 2013 OL1
- 2013 OS1
- 2013 OV1
- 2013 OA2
- 2013 OB2
- 2013 OC2
- 2013 OE2
- 2013 OF2
- 2013 OJ2
- 2013 OM2
- 2013 ON2
- 2013 OO2
- 2013 OR2
- 2013 OT2
- 2013 OV2
- 2013 OW2
- 2013 OX2
- 2013 OY2
- 2013 OZ2
- 2013 OA3
- 2013 OB3
- 2013 OD3
- 2013 OK3
- 2013 OO3
- 2013 OP3
- 2013 OR3
- 2013 OT3
- 2013 OU3
- 2013 OV3
- 2013 OW3
- 2013 OX3
- 2013 OY3
- 2013 OD4
- 2013 OE4
- 2013 OM4
- 2013 OT4
- 2013 OV4
- 2013 OX4
- 2013 OY4
- 2013 OH5
- 2013 OJ5
- 2013 OK5
- 2013 ON5
- 2013 OO5
- 2013 OP5
- 2013 OT5
- 2013 OY5
- 2013 OC6
- 2013 OG6
- 2013 OH6
- 2013 OO6
- 2013 OZ6
- 2013 OM7
- 2013 ON7
- 2013 OX7
- 2013 OL8
- 2013 OQ8
- 2013 OF9
- 2013 OH9
- 2013 OM9
- 2013 OK10
- 2013 OV10
- 2013 OW10
- 2013 OA11
- 2013 OH11
- 2013 OM11
- 2013 OS11
- 2013 OX11
- 2013 OE12
- 2013 OM12
- 2013 OO12
- 2013 OP12
- 2013 OX12
- 2013 OE13
- 2013 OJ13
- 2013 OO13
- 2013 OP13
- 2013 OQ13
- 2013 OR13
- 2013 OS13
- 2013 OU13
- 2013 OV13
- 2013 OW13
- 2013 OY13
- 2013 OZ13
- 2013 OA14
- 2013 OC14
- 2013 OD14
- 2013 OE14
- 2013 OF14
- 2013 OJ14
- 2013 OM14
- 2013 OO14
- 2013 OP14
- 2013 OQ14
- 2013 OR14
- 2013 OS14
- 2013 OU14
- 2013 OV14
- 2013 OX14
- 2013 OY14
- 2013 OZ14
- 2013 OA15
- 2013 OB15
- 2013 OC15
- 2013 OD15
- 2013 OF15
- 2013 OG15
- 2013 OH15
- 2013 OJ15
- 2013 OK15
- 2013 OL15
- 2013 ON15
- 2013 OO15
- 2013 OP15
- 2013 OQ15
- 2013 OT15
- 2013 OU15
- 2013 OV15
- 2013 OW15
- 2013 OZ15
- 2013 OA16
- 2013 OB16
- 2013 OE16
- 2013 OF16
- 2013 OG16
- 2013 OH16
- 2013 OK16
- 2013 OL16
- 2013 OM16
- 2013 ON16
- 2013 OO16
- 2013 OQ16
- 2013 OS16
- 2013 OT16
- 2013 OU16
- 2013 OV16
- 2013 OW16
- 2013 OX16
- 2013 OY16
- 2013 OA17
- 2013 OB17
- 2013 OF17
- 2013 OG17
- 2013 OH17
- 2013 OJ17
- 2013 OK17
- 2013 OL17
- 2013 OP17
- 2013 OQ17
- 2013 OR17
- 2013 OS17
- 2013 OT17
- 2013 OU17
- 2013 OV17
- 2013 OW17
- 2013 OY17
- 2013 OZ17
- 2013 OA18
- 2013 OB18
- 2013 OD18
- 2013 OF18
- 2013 OG18
- 2013 OJ18
- 2013 OK18
- 2013 OL18
- 2013 OO18
- 2013 OP18
- 2013 OQ18
- 2013 OR18
- 2013 OS18
- 2013 OT18
- 2013 OU18
- 2013 OV18
- 2013 OW18
- 2013 OX18
- 2013 OY18
- 2013 OZ18
- 2013 OA19
- 2013 OB19
- 2013 OC19
- 2013 OE19
- 2013 OF19
- 2013 OG19
- 2013 OH19
- 2013 OK19
- 2013 OL19
- 2013 OM19
- 2013 OO19
- 2013 OP19
- 2013 OR19
- 2013 OS19
- 2013 OT19
- 2013 OU19
- 2013 OV19
- 2013 OW19
- 2013 OX19
- 2013 OY19
- 2013 OZ19
- 2013 OA20